# Ducat de Benavent

Escut del Ducat de Benavent

El Ducat de Benavent és un títol nobiliari espanyol de caràcter hereditari que fou concedit pel rei Enric IV de Castella el 28 de gener de 1473 a favor de Rodrigo Alonso Pimentel, IV comte de Benavent, i senyor de Villalón, Mayorga, Betanzos, Allariz, Aguiar, Sandiáñez, Milmanda i Sande, i besnet de Juan Alfonso Pimentel, cavaller d'origen portuguès al servei de la Corona de Castella, a qui el rei Ferran III de Castella concedir el Comtat de Benavent.
El títol fou concedit sense cancel·lar el comtat i, per tant, els ducs de Benavente tenen el títol de comte-duc de l'esmentada denominació.
El seu nom fa referència al municipi de Benavente, en la província de Zamora (Castella i Lleó), i la seva actual posseïdora és Ángela María Téllez-Girón i Duque de Estrada, duquessa d'Osuna.
|                                          | Titular                                                  | Periodo                                  |
| Primera creació per Enric II de Castella | Primera creació per Enric II de Castella                 | Primera creació per Enric II de Castella |
| ---------------------------------------- | -------------------------------------------------------- | ---------------------------------------- |
| I                                        | Fadrique de Castilla y Ponce de León                     | 1370-1394                                |
| Segona creació per Enric IV de Castella  |                                                          |                                          |
| I                                        | Rodrigo Alonso Pimentel                                  | 1473-1499                                |
| II                                       | Alonso Pimentel y Pacheco                                | 1499-                                    |
| III                                      | Antonio Alonso Pimentel y Herrera de Velasco             | ?-1575                                   |
| IV                                       | Luis Alonso Pimentel Herrera y Enríquez de Velasco       |                                          |
| V                                        | Juan Alonso Pimentel Herrera y Enríquez de Velasco       | 1576-1621                                |
| VI                                       | Antonio Alonso Pimentel y Quiñones                       |                                          |
| VII                                      | Juan Francisco Alfonso Pimentel y Ponce de León          |                                          |
| VIII                                     | Antonio Alonso Pimentel y Herrera Zúñiga                 |                                          |
| IX                                       | Francisco Casimiro Pimentel de Quiñones y Benavides      |                                          |
| X                                        | Antonio Francisco Pimentel de Zúñiga y Vigil de Quiñones |                                          |
| XI                                       | Francisco Alfonso Pimentel y Borja                       |                                          |
| XII                                      | María Josefa Pimentel y Téllez-Girón                     | 1750-1834                                |
| XIII                                     | Francisco de Borja Téllez-Girón y Alfonso Pimentel       | 1785-1820                                |
| XIV                                      | Pedro de Alcántara Téllez-Girón y Beaufort Spontin       | 1810-1844                                |
| XV                                       | Mariano Téllez-Girón y Beaufort Spontin                  | 1814-1882                                |
| XVI                                      | Pedro de Alcántara Téllez-Girón y Fernández de Santillán | 1812-1900                                |
| XVII                                     | Ángela María Téllez-Girón y Duque de Estrada             | 1952-2015                                |